# Olympische Winterspiele 2010/Teilnehmer (Iran)
| Gelbes Symbol für Goldmedaillen mit stilisierten Olympischen Ringen | Graues Symbol für Silbermedaillen mit stilisierten Olympischen Ringen | Braundes Symbol für Bronzemedaillen mit stilisierten Olympischen Ringen |
| ------------------------------------------------------------------- | --------------------------------------------------------------------- | ----------------------------------------------------------------------- |
| —                                                                   | —                                                                     | —                                                                       |

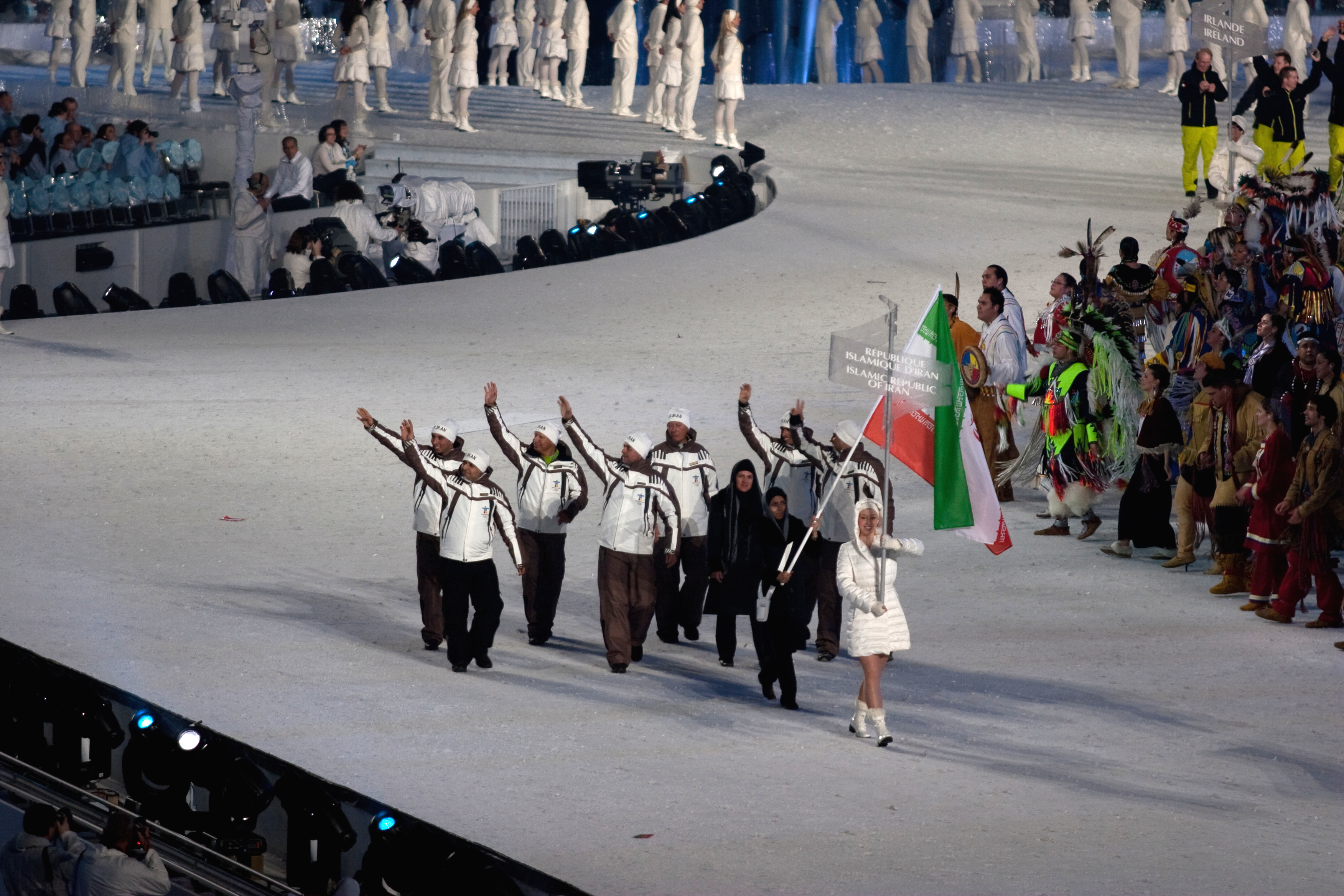
Einmarsch der iranischen Delegation

Der Iran nahm an den Olympischen Winterspielen 2010 im kanadischen Vancouver mit vier Sportlern in zwei Sportarten teil.

## Teilnehmer nach Sportarten

### Ski Alpin
| Männer - Hossein Saveh Shemshaki Riesenslalom: 70. Platz Slalom: 41. Platz - Porya Saveh Shemshaki Riesenslalom: 60. Platz Slalom: im 1. Lauf ausgeschieden | Frauen - Marjan Kalhor Riesenslalom: 60. Platz Slalom: 55. Platz |

### Skilanglauf
Männer
- Sattar Seid
15 km Freistil: 89. Platz